# Lycium bosciifolium
Lycium bosciifolium är en potatisväxtart som beskrevs av Schinz. Lycium bosciifolium ingår i släktet bocktörnen, och familjen potatisväxter. Inga underarter finns listade i Catalogue of Life.